# Code de déontologie de la Police nationale et de la Gendarmerie nationale
Lire en ligne

lire en ligne

Code de déontologie de la Police nationale
En France, le code de déontologie de la Police nationale et de la Gendarmerie nationale est un texte réglementaire qui précise le cadre de déontologie professionnelle des forces de sécurité intérieure que sont la Police nationale et la Gendarmerie nationale. 

## Code de déontologie de la Police nationale et de la Gendarmerie nationale (2014)
À l'occasion de la création du code de la sécurité intérieure, le Gouvernement français crée un code de déontologie commun à la Police et à la Gendarmerie, toutes deux soumises au ministère de l'Intérieur depuis 2009. Le code commun, intégré au code de la sécurité intérieure, est institué par le décret no 2013-1113 du 4 décembre 2013 qui abroge le code de 1986. Ce code est entré en application au 1er janvier 2014. Le nouveau code est beaucoup plus long et bien plus juridique que l'ancien,.
L'article 1 correspond à l'article R434-2 du code de la sécurité intérieure : 
« Placées sous l'autorité du ministre de l'Intérieur pour l'accomplissement des missions de sécurité intérieure, et agissant dans le respect des règles du code de procédure pénale en matière judiciaire, la police nationale et la gendarmerie nationale ont pour mission d'assurer la défense des institutions et des intérêts nationaux, le respect des lois, le maintien de la paix et de l'ordre publics, la protection des personnes et des biens ».

## Ancien code de déontologie de la Police nationale (1986-2014)

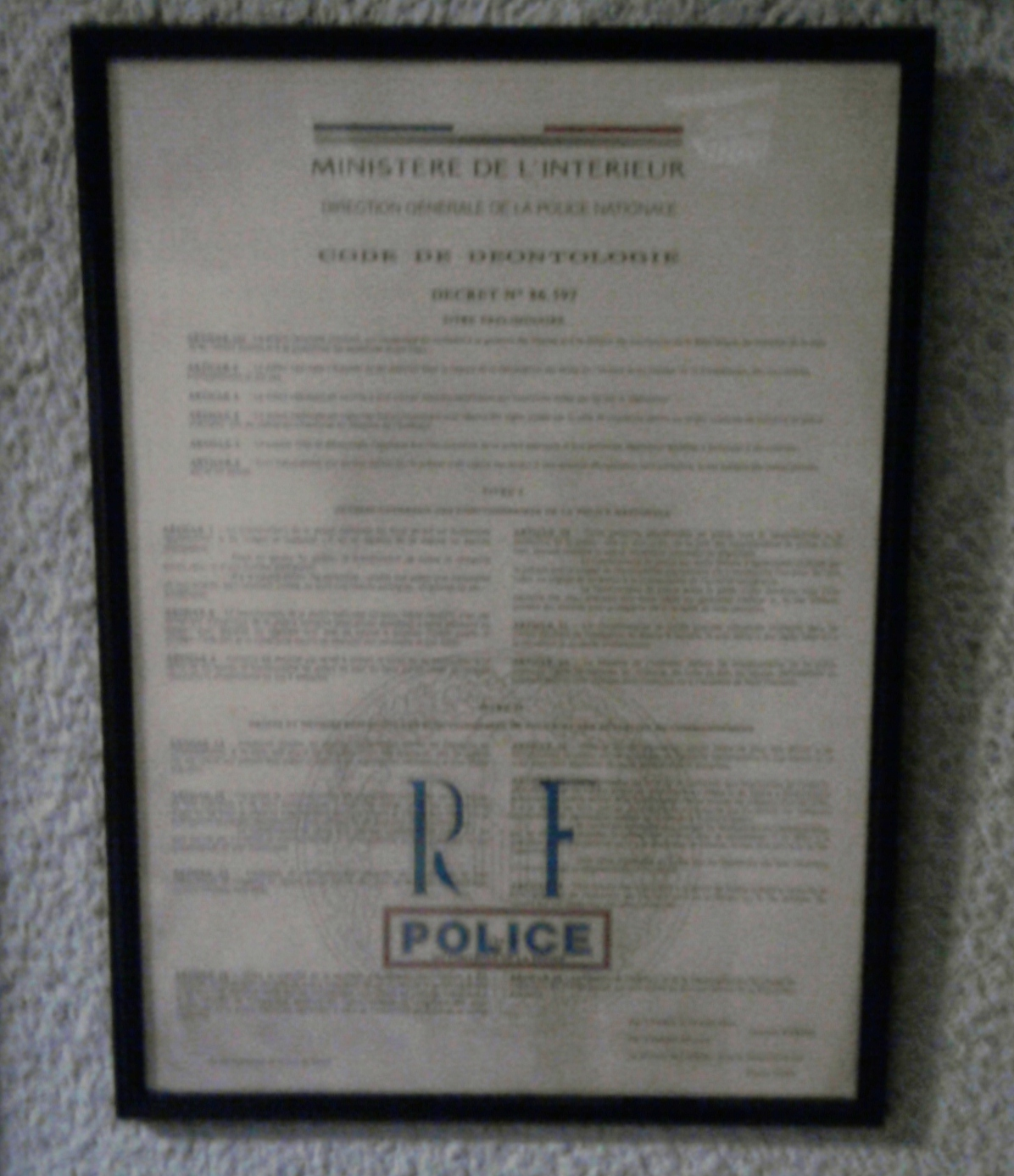
Cadre comportant le code de déontologie de la Police nationale, au commissariat central de Besançon.

Le Code de déontologie de la Police nationale a été créé par un décret du 18 mars 1986,, sous l'autorité du ministre de l'Intérieur de l'époque, Pierre Joxe. Un exemplaire de celui-ci est remis à chaque fonctionnaire durant sa formation initiale. Ce code subordonne l’exercice des missions de police au respect absolu de la légalité. 
L'article 1,du titre préliminaire définit les missions essentielles de tout policier :  
« La police nationale concourt, sur l'ensemble du territoire, à la garantie des libertés et à la défense des institutions de la République, au maintien de la paix et de l'ordre publics et à la protection des personnes et des biens ».  
Il impose au policier d'être loyal envers les institutions républicaines, intègre, impartial, d'obéir à la hiérarchie et d’intervenir pour porter aide et assistance, même en dehors de son temps de service. Il prévoit aussi une obligation de réserve ainsi que le respect du secret professionnel. 
Tout manquement expose son auteur à des sanctions disciplinaires qui peuvent déboucher sur des poursuites pénales en cas d’infraction avérée. En retour, les policiers et leurs familles peuvent bénéficier d’une protection juridique contre les faits dont ils sont victimes dans l’exercice ou du fait de leurs fonctions,.  

## Évolutions entre les codes de déontologie
On note les évolutions suivantes du code de 2014 par rapport au texte de 1986 :
- Sont définies dans l'article R. 434-3 « Les règles déontologiques énoncées par le présent code de déontologie procèdent de la Constitution, des traités internationaux, notamment de la convention européenne de sauvegarde des droits de l’homme et des libertés fondamentales, des principes généraux du droit, et des lois et règlements de la République. Elles définissent les devoirs qui incombent aux policiers et aux gendarmes dans l’exercice de leurs missions de sécurité intérieure pendant ou en dehors du service et s’appliquent sans préjudice des règles statutaires et autres obligations auxquelles ils sont respectivement soumis. Elles font l’objet d’une formation, initiale et continue, dispensée aux policiers et aux gendarmes pour leur permettre d’exercer leurs fonctions de manière irréprochable».
- Dans l'article R. 434-7 « L’État défend le policier ou le gendarme, ainsi que, dans les conditions et limites fixées par la loi, ses proches, contre les attaques, menaces, violences, voies de fait, injures, diffamations et outrages dont il peut être victime dans l’exercice ou du fait de ses fonctions. L’État accorde au policier ou au gendarme sa protection juridique en cas de poursuites judiciaires liées à des faits qui n’ont pas le caractère d’une faute personnelle. Il l’assiste et l’accompagne dans les démarches relatives à sa défense».

- Le contrôle de l’action de la police et de la gendarmerie est déterminé dans les articles R. 434-23 à R. 434-27. Ainsi, « La police nationale et la gendarmerie nationale sont soumises au contrôle des autorités désignées par la loi et par les conventions internationales. Dans l’exercice de leurs missions judiciaires, la police nationale et la gendarmerie nationale sont soumises au contrôle de l’autorité judiciaire conformément aux dispositions du code de procédure pénale». « La police nationale et la gendarmerie nationale sont soumises au contrôle du Défenseur des droits conformément au rôle que lui confère l’article 71-1 de la Constitution. L’exercice par le Défenseur des droits de ce contrôle peut le conduire à saisir l’autorité chargée d’engager les poursuites disciplinaires des faits portés à sa connaissance qui lui paraissent de nature à justifier une sanction».
- Les devoirs du policier et du gendarme sont définis dans les articles R. 434-8 à R. 434-13. Ainsi « Le policier et le gendarme accomplissent leurs missions en toute impartialité. Ils accordent la même attention et le même respect à toute personne et n’établissent aucune distinction dans leurs actes et leurs propos de nature à constituer l’une des discriminations énoncées à l’article 225-1 du code pénal».
- Le respect de l'ordre et de la hiérarchie est bien plus présent dans ce nouveau code[5].
- Il existe une série d'articles de R. 434-14 à R. 434-22 déterminant les relations du policier et du gendarme avec la population et le respect des libertés[4].
- L'obligation du port du RIO fait son apparition avec ce nouveau code déontologie[9].

#### Publications scientifiques
Frédéric Ocqueteau, « Qu’est-ce qu’une police déontologique? », Revue internationale de criminologie et de police technique et scientifique,‎ 2016, p. 349 - 383 (lire en ligne)